# Cleistocactus pungens

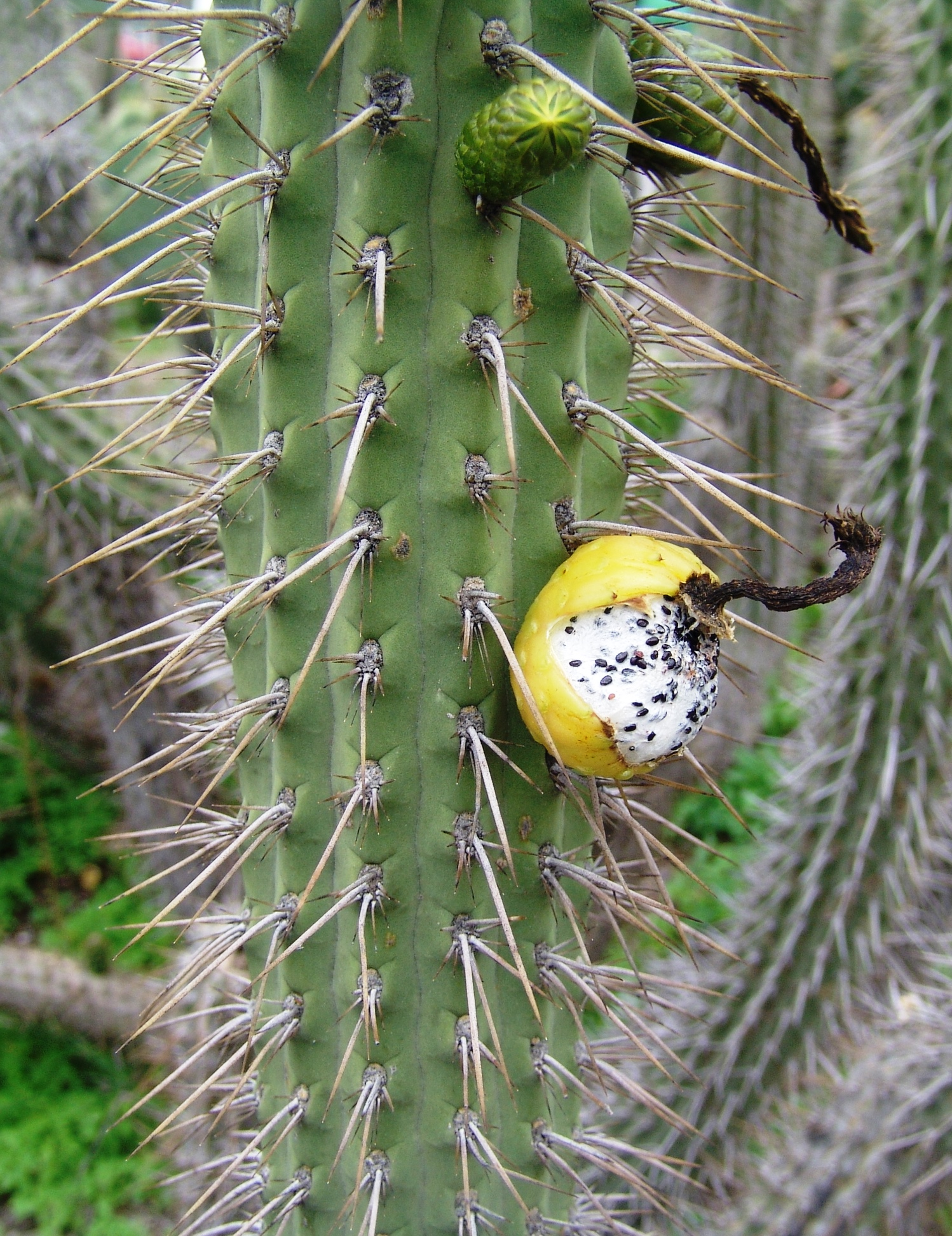
Frucht der Cleistocactus pungens

Cleistocactus pungens ist eine Pflanzenart in der Gattung Cleistocactus aus der Familie der Kakteengewächse (Cactaceae). Das Artepitheton pungens stammt aus dem Lateinischen, bedeutet ‚stechend‘ und verweist auf die Bedornung der Art.

## Beschreibung
Cleistocactus pungens wächst strauchig mit ausgebreiteten Trieben und erreicht bei Durchmessern von 3 bis 4 Zentimetern Wuchshöhen von 1 bis 1,5 Metern. Es sind etwa 13 wellige Rippen vorhanden. Die darauf befindlichen anfangs braunen, später grauen Areolen stehen eng beieinander. Die geraden, nadeligen, steifen, abstehenden Dornen sind anfangs dunkel rötlich braun und später grau. Die meist 2 bis 5 Mitteldornen sind 2 bis 5 Zentimeter, die 8 bis 12 Randdornen 2 bis 12 Millimeter lang.
Die waagerecht abstehenden, purpurfarbenen Blüten sind über dem Perikarpell leicht nach unten gebogen. Sie sind bis 7,5 Zentimeter lang und weisen Durchmesser von 5 Millimetern auf. Die kugelförmigen, roten Früchte erreichen Durchmesser von bis 2 Zentimetern.

## Verbreitung, Systematik und Gefährdung
Cleistocactus pungens ist in den peruanischen Regionen Ayacucho und Apurímac in Höhenlagen von 1500 bis 2000 Metern verbreitet.
Die Erstbeschreibung erfolgte 1964 durch Friedrich Ritter.
Cleistocactus pungens ist möglicherweise ein Synonym von Cleistocactus morawetzianus.
In der Roten Liste gefährdeter Arten der IUCN wird die Art als „Data Deficient (DD)“, d. h. mit keinen ausreichenden Daten geführt.

## Nachweise